# Чемпіонат світу з боксу 2015
18-й Чемпіонат світу з боксу проходив у Досі, Катар з 5 по 18 жовтня 2015.
Україну представляли: Дмитро Замотаєв, Ігор Сопинський, Микола Буценко, Тимур Біляк, Віктор Петров, Ярослав Самофалов, Валерій Харламов, Олександр Хижняк, Геворг Манукян.

## Результати

### Медальний залік
| Місце   | Країна          | Золото | Срібло | Бронза | Загалом |
| ------- | --------------- | ------ | ------ | ------ | ------- |
| 1       | Куба            | 4      | 2      | 1      | 7       |
| 2       | Росія           | 2      | 1      | 1      | 4       |
| 3       | Азербайджан     | 1      | 1      | 2      | 4       |
| 4       | Ірландія        | 1      | 1      | 1      | 3       |
| 5       | Франція         | 1      | 0      | 0      | 1       |
| 5       | Марокко         | 1      | 0      | 0      | 1       |
| 7       | Узбекистан      | 0      | 3      | 3      | 6       |
| 8       | Казахстан       | 0      | 2      | 0      | 2       |
| 9       | КНР             | 0      | 0      | 2      | 2       |
| 9       | Україна         | 0      | 0      | 2      | 2       |
| 11      | Алжир           | 0      | 0      | 1      | 1       |
| 11      | Білорусь        | 0      | 0      | 1      | 1       |
| 11      | Бразилія        | 0      | 0      | 1      | 1       |
| 11      | Єгипет          | 0      | 0      | 1      | 1       |
| 11      | Філіппіни       | 0      | 0      | 1      | 1       |
| 11      | Індія           | 0      | 0      | 1      | 1       |
| 11      | Велика Британія | 0      | 0      | 1      | 1       |
| 11      | Таїланд         | 0      | 0      | 1      | 1       |
| Загалом | Загалом         | 10     | 10     | 20     | 40      |

### Медалісти
| Вагова категорія | Золото              | Срібло                | Бронза                   |
| ---------------- | ------------------- | --------------------- | ------------------------ |
| до 49 кг         | Хоаніс Архілагос    | Василь Єгоров         | Роген Ладон              |
| до 49 кг         | Хоаніс Архілагос    | Василь Єгоров         | Дмитро Замотаєв          |
| до 52 кг         | Ельвін Мамішзаде    | Йосвані Вейтія        | Ху Цзяньгуань            |
| до 52 кг         | Ельвін Мамішзаде    | Йосвані Вейтія        | Мохамед Фліссі           |
| до 56 кг         | Майкл Конлен        | Муроджон Ахмадалієв   | Шіва Тапа                |
| до 56 кг         | Майкл Конлен        | Муроджон Ахмадалієв   | Дмитро Асанов            |
| до 60 кг         | Лазаро Альварес     | Альберт Селімов       | Ельнур Абдураїмов        |
| до 60 кг         | Лазаро Альварес     | Альберт Селімов       | Робсон Консейсан         |
| до 64 кг         | Віталій Дунайцев    | Фазліддін Гаїбназаров | Яснієр Толедо            |
| до 64 кг         | Віталій Дунайцев    | Фазліддін Гаїбназаров | Вуттичай Масук           |
| до 69 кг         | Мохаммед Рабії      | Даніяр Єлеусінов      | Парвіз Багіров           |
| до 69 кг         | Мохаммед Рабії      | Даніяр Єлеусінов      | Лю Вей                   |
| до 75 кг         | Арлен Лопес         | Бектемір Мелікузієв   | Хуссейн Бакр Абдін Хосам |
| до 75 кг         | Арлен Лопес         | Бектемір Мелікузієв   | Майкл О'Рейлі            |
| до 81 кг         | Хуліо Сезар Ла Круз | Джо Ворд              | Елшод Расулов            |
| до 81 кг         | Хуліо Сезар Ла Круз | Джо Ворд              | Павло Силягін            |
| до 91 кг         | Євген Тищенко       | Ерісланді Савон       | Абдулкадир Абдуллаєв     |
| до 91 кг         | Євген Тищенко       | Ерісланді Савон       | Геворг Манукян           |
| понад 91 кг      | Тоні Йока           | Іван Дичко            | Баходір Жалолов          |
| понад 91 кг      | Тоні Йока           | Іван Дичко            | Джозеф Джойс             |